# Silberäffchen
Das Silberäffchen oder Silberne Seidenäffchen (Mico argentatus, Syn.: Callithrix argentata) ist eine Primatenart aus der Familie der Krallenaffen. Das Braune, das Weiße und das Schwarzschwanz-Seidenäffchen galten früher als seine Unterarten, werden heute jedoch als eigenständige Arten geführt.

## Merkmale
Silberäffchen erreichen eine Kopfrumpflänge von 18 bis 28 Zentimeter, der Schwanz ist mit bis zu 38 Zentimetern deutlich länger als der Rumpf. Ihr Gewicht beträgt rund 300 bis 400 Gramm. Ihr Fell ist mit Ausnahme des schwarzen Schwanzes weißlich oder silberfarben gefärbt. Das Gesicht ist unbehaart, ebenso die großen, aus dem Fell herausragenden Ohren. Wie bei allen Krallenaffen befinden sich an den Fingern und Zehen (mit Ausnahme der Großzehe) Krallen statt Nägeln.

## Verbreitung und Lebensraum
Silberäffchen haben das östlichste Verbreitungsgebiet aller Seidenäffchen und leben nur im östlichen Amazonasbecken. Ihr Verbreitungsgebiet wird im Norden vom Amazonas, im Westen vom Rio Tapajós und im Osten vom Rio Tocantins begrenzt. Ihr Lebensraum sind Wälder, wobei sie vorwiegend in dicht bewachsenen Sekundärwäldern vorkommen.

## Lebensweise
Silberäffchen sind tagaktive Baumbewohner, die Nacht verbringen sie in Baumhöhlen oder in dichter Vegetation. Mit Hilfe ihrer Krallen können sie gut klettern, sie bewegen sich aber auch vierbeinig und springend fort. Sie leben in Familiengruppen aus 4 bis 15 Tieren. Gruppen setzen sich meist aus einem fortpflanzungsfähigen Paar und den gemeinsamen Jungtieren zusammen. Ihre Territorien werden mit Duftdrüsen markiert, Eindringlinge werden durch Geschrei oder durch Mimik (gesenkte Augenbrauen und geschürzte Lippen) vertrieben.

## Nahrung
Die Nahrung der Silberäffchen besteht vorwiegend aus Baumsäften. Wie alle Marmosetten sind sie dank der spezialisierten Zähne im Unterkiefer in der Lage, Löcher in die Baumrinde zu nagen, um so an die Nahrungsquelle zu gelangen. In kleinerem Ausmaß nehmen sie Früchte, Blätter und Insekten zu sich.

## Fortpflanzung
Selbst wenn es mehrere Weibchen in einer Gruppe gibt, pflanzt sich nur das dominante fort. Nach rund 145-tägiger Tragzeit kommen meist zwei (selten ein oder drei) Junge zur Welt. Wie bei vielen Krallenaffen beteiligen sich der Vater und die anderen Gruppenmitglieder bei der Aufzucht der Jungen. Mit sechs Monaten werden Jungtiere entwöhnt, nach rund einem Jahr sind sie geschlechtsreif.

## Bedrohung
Hauptbedrohung der Silberäffchen ist der Verlust ihres Lebensraums durch Waldrodungen. Aufgrund ihrer Anpassungsfähigkeit und relativen Anspruchslosigkeit sind sie davon aber weniger betroffen als andere südamerikanische Primaten. Zwar sind die Bestände im Rückgang begriffen, aber nicht in besorgniserregendem Ausmaß. Die IUCN listet die Art als „nicht gefährdet“ (least concern).